# ¡Asu mare! 2
«Asu mare 2» es la secuela de la exitosa película peruana ¡Asu mare!. protagonizada por Carlos Alcántara. Fue estrenada el 9 de abril de 2015 en los cines peruanos, y obtuvo el récord de la película peruana más vista en Perú hasta ser destronada por Avengers: Infinity War en 2018.

## Argumento
La película está enfocada en lima a mediados de los años 90. En este medicuela del monólogo de Carlos Alcántara, la trama añade experiencias reales con situaciones ficticias.
Cachín es un actor que se esmera establemente en la serie Patacláun. Con los lujos, le alcanza para vivir y hace lo que le gusta. El tema laboral ya parece estar resuelto. Está contento con su vida, pero le falta algo: el amor de su vida, Emilia (Emilia Drago). Luego de conocerla en una fiesta Cachín casi logra conquistarla. Sin embargo, el principal novio de Emilia es Ricky (Christian Meier), un chico adinerado, apuesto y querido por la familia. Cachín debe enfrentar muchas situaciones difíciles en donde predominan las diferencias sociales, para ser aceptado por la familia y amigos de Emilia. Debido a esto, decide cambiar su identidad para ocultar muchos aspectos de su vida y esconde a sus amigos de Mirones.

## Reparto
- Carlos Alcántara: Como él mismo (Cachín, Machín Alberto Cárcamo Matute).
- Emilia Drago: Emilia Rizo-Patrón.
- Christian Meier: Ricky.
- Ana Cecilia Natteri: Doña Isabel «Chabela» Ccanto Vilar.
- Andrés Salas: Jaime Culicich «el Culi»
- Anahí de Cardenas: Pamela (amiga de Emilia).
- Rodrigo Sánchez Patiño: Kurt (amigo de Ricky).
- Gonzalo Torres: Profesor de inglés.
- Denisse Dibós: Elena Rizo-Patrón (Madre de Emilia).
- Javier Delgiudice: Ricardo Rizo-Patrón (Padre de Emilia).
- Katia Condos: Tía de Emilia.
- Franco Cabrera: «Lechuga» (amigo de Cachín).
- Miguel Vergara: «El Chato» (amigo de Cachín).
- Ricardo Mendoza: «Tarrón» (amigo de Cachín).
- Daniel Marquina: Soldado, policía.
- Pietro Sibille: Taxista.
- Patricia Portocarrero: Florencia (empleada de los Rizo-Patrón).

### Cameos
- Carlos Carlín: Cameo durante la película (como él mismo, Eusebio «Tony» Lechuga).
- Johanna San Miguel: Cameo durante la película (como ella misma, Rebeca «Queca» de los Cebos vda. de las Grasas).
- Jerry Rivera: Cameo durante la película (como él mismo).
- Julián Legaspi: Cameo durante la película (como Calígula, personaje de la teleserie El ángel vengador: Calígula).
- Walter Ramírez: Cameo en la película (como cobrador de microbús).
- Enrique Espejo: Cameo en la película.
- Protagonistas de T.orbellino: Bárbara Cayo, Marco Zunino y Fiorella Cayo.
- Rocky Belmonte: Cameo como él mismo (conductor del programa de televisión Fantástico).

## Recepción
- Asu mare 2 ha sido la película más vista del Perú.[1]

- Asu mare 2 es la primera cinta en la historia en vender arriba de 100,000 entradas diarias durante 11 días consecutivos. El récord lo tenía ¡Asu Mare! (2013).[1]

El 18 de mayo, la película logró superar por mil espectadores a su precuela, convirtiéndose en la película más vista en el cine de Perú. La cifra que alcanzó es de 3 038 775 espectadores, superando a su precuela que había logrado 3 037 270 asistentes. Se ha mencionado que la película seguirá en cartelera hasta fines de mayo.
Con esto, las dos primeras películas más vistas en la historia del cine peruano son ¡Asu mare! 2 y ¡Asu mare! en ese orden.

## Distribución

### Video en formato físico
A mediados de 2015 se lanzó ¡Asu mare! 2 en DVD en los mercados de Lima.

### Plataformas streaming
Asu mare 2 se encontraba disponible en Netflix hasta 2021.[cita requerida] Al año siguiente, comenzó su distribución en la plataforma Prime Video.[cita requerida]

## Secuela
A fines del 2015 Carlos Alcántara anunció que habría una posibilidad que se realice ¡Asu mare! 3. A pesar de que el director Ricardo Maldonado descartó la realización de ¡Asu mare! 3, Carlos Alcántara anunció que la película debería lanzarse en 2018. Hasta el momento el monologuista presentó la obra Cachineando como continuación de ¡Asu mare!.